# Bottegia flavipennis
Bottegia flavipennis är en skalbaggsart som beskrevs av Reé Michel Quentin och Jean François Villiers 1979. Bottegia flavipennis ingår i släktet Bottegia och familjen långhorningar.
Artens utbredningsområde är Ghana. Inga underarter finns listade.